# Lichterfeld-Schacksdorf
Lichterfeld-Schacksdorf is een gemeente in de Duitse deelstaat Brandenburg, en maakt deel uit van het Landkreis Elbe-Elster.
Lichterfeld-Schacksdorf telt 951 inwoners.